# رستم سينغ
رستم سينغ هو سياسي هندي، ولد في 9 يوليو 1945. نشط حزبياً في حزب بهاراتيا جاناتا. وقد انتخب Member of the Madhya Pradesh Legislative Assembly ‏ عن دائرة Morena Assembly constituency ‏ وقد انضم خلال فترته النيابية ‏ للكتلة البرلمانية حزب بهاراتيا جاناتا وانتخب Member of the Madhya Pradesh Legislative Assembly ‏.